# Свети Ахил (острво)
Свети Ахил (грч. Άγιος Αχίλλειος Πρεσπών; Ајос Ахилеос) је језерско острво у Грчкој, општина Преспа. Налази се у Малом Преспанском језеру, на крајњем северозападу Грчке, периферија Западна Македонија, на тромеђи са Албанијом и Северном Македонијом.
Име му потиче од Светог Ахилија, епископа Ларисе из 4. века, чије свете мошти је цар Самуило пренео на ово место и похранио у новосазидану базилику посвећену управо овом светитељу.
Острво према попису из 2011. године има 21 становника. То је друго по насељености језерско острво Грчке, после острва Јањина са 219 становника, које се налази у Јањинском језеру.

## Положај
Острво се налази у Малом Преспанском језеру, на надморској висини 857 метара, и северним делом повезано је са копном понтонским мостом. Удаљено је 50 km западно од града Лерина.
Највиша острвска кота је врх Кале (1.025 метара), који се уздиже 168 метара изнад површине језера. Острво је дугачко око 1.700 метара.
На острву се налази сеоце Ахил. Југоисточно од Ахила, на удаљености 2.660 метара, налази малено ненасељено острво Видринец.

## Клима
Клима је умерена. Просечна годишња температура је 10 °C. Најтоплији месец је јул, када је просечна температура око 22 °C, а најхладнији је јануар, са -2 °C. Просечна годишња количина падавина је 1.001 mm. Највише падавина је у месецу фебруару, са просеком од 114 mm, а најсувљи је август, са 33 mm падавина.

## Историја
Острово је насељено још од античких времена. У југозападном делу су пронађени остаци античког насеља које се, према откривеним натписима, поистовећује са древним градом Лики.
У време Самуилове владавине овде је било управно средиште бугарске царевине — град Преспа. Ту се налазила Самуилова резиденција. Последњих десетлећа 10.века овде је било и седиште бугарске патријаршије.
Град Преспу је красила тробродна базилика Светог Ахилија. Смештена је на североисточном делу. Саградио ју је у касном 10. веку цар Самуило. Када је освојио Тесалију пренео је Ахилијеве мошти у Преспу и похранио их у базилику.
Године 1969, грчки археолог Николаос Муцопулос је вршио ископавања на базилици и пронашао је четири гробнице. Упркос недостатку натписа Муцопулос претпоставља да су то гробови Самуила, његовог сина Гаврила Радомира, Јована Владислава и његовог зета Јована Владимира. Антрополошка истраживања на костима за које се сматра да су Самуилове, показују да је човек био висок око 1,60 метара и да је када је умро имао око 70 година.
Северно од базилике Светог Ахилија налази се средњовековна црква Светог Ђурђа из 15. века, данас парохијска црква села Ахил. Јужно од села су развалине Базилике Светих Апостола из 11—12 века. На јужном делу острова је Храм Светог Димитија из 14. века, а на југоисточном делу, на брду Кале, стоји храм Свете Богородице Порфирне из средине 16. века.

## Становништво
Једина насеобина на острву је истоимено село Ахил. Чини га неколико кућа.
На почетку 20. века било је свега 4 куће. Највећа од њих је припадала роду Марковац, чија задруга је бројала 70 чланова. Други стари род су Петковци, чији наследници и данас живе овде. Године 1907. село је већ бројало 7 кућа.
Месно становништво верује да број кућа не сме да премаши 11, јер би се дванаеста срушила. То је зато што је некоћ овде било 12 цркава, и ради тога се место сматра за свето и број кућа не сме да премаши број цркава.

## Галерија
- Поглед на базилику
- Базилика Светог Ахилија, 10. век
- Реконструисани тлоцрт Базилике
- Саркофази у базилици, 11. век
- Руине базилике Светих Апостола, 11. век
- Остаци цркве Светог Димитрија, 14. век
- Црква Богородице Порфирне, 16. век
- Напуштени чамац на острву
- Поглед на Свети Ахил из места Ланги